# Ürmösi Károly
Ürmösi Károly (Tarcsafalva, 1874. április 20. – Kolozsvár, 1953. február 6.) erdélyi magyar unitárius egyházi író, felesége Ürmösi Károlyné született Kántor Gizella (1880).

## Életútja
A kolozsvári Unitárius Főgimnáziumban érettségizett 1892-ben. 1896-ban lelkészi oklevelet szerzett Kolozsváron, majd Budapesten segédlelkész, 1898–1909 között Homoródjánosfalván lelkész, 1909-től Kolozsváron hitoktató. Itt 1912-ben esperessé, 1916-ban első pappá választották. Tagja volt az EME-nek, az OMP intézőbizottságának. Egyházi beszédei, prédikációi az unitárius lapokban jelentek meg.